# Idaea trigeminata
Idaea trigeminata là một loài bướm đêm thuộc họ Geometridae. Nó được tìm thấy ở châu Âu.
Sải cánh dài 23–25 mm. Con trưởng thành bay làm một đợt từ cuối tháng 5 đến đầu tháng 7 . Chúng ưa sáng.
Ấu trùng ăn ivy, knotgrass và các loài thực vật mọc dưới thấp.

## Hình ảnh

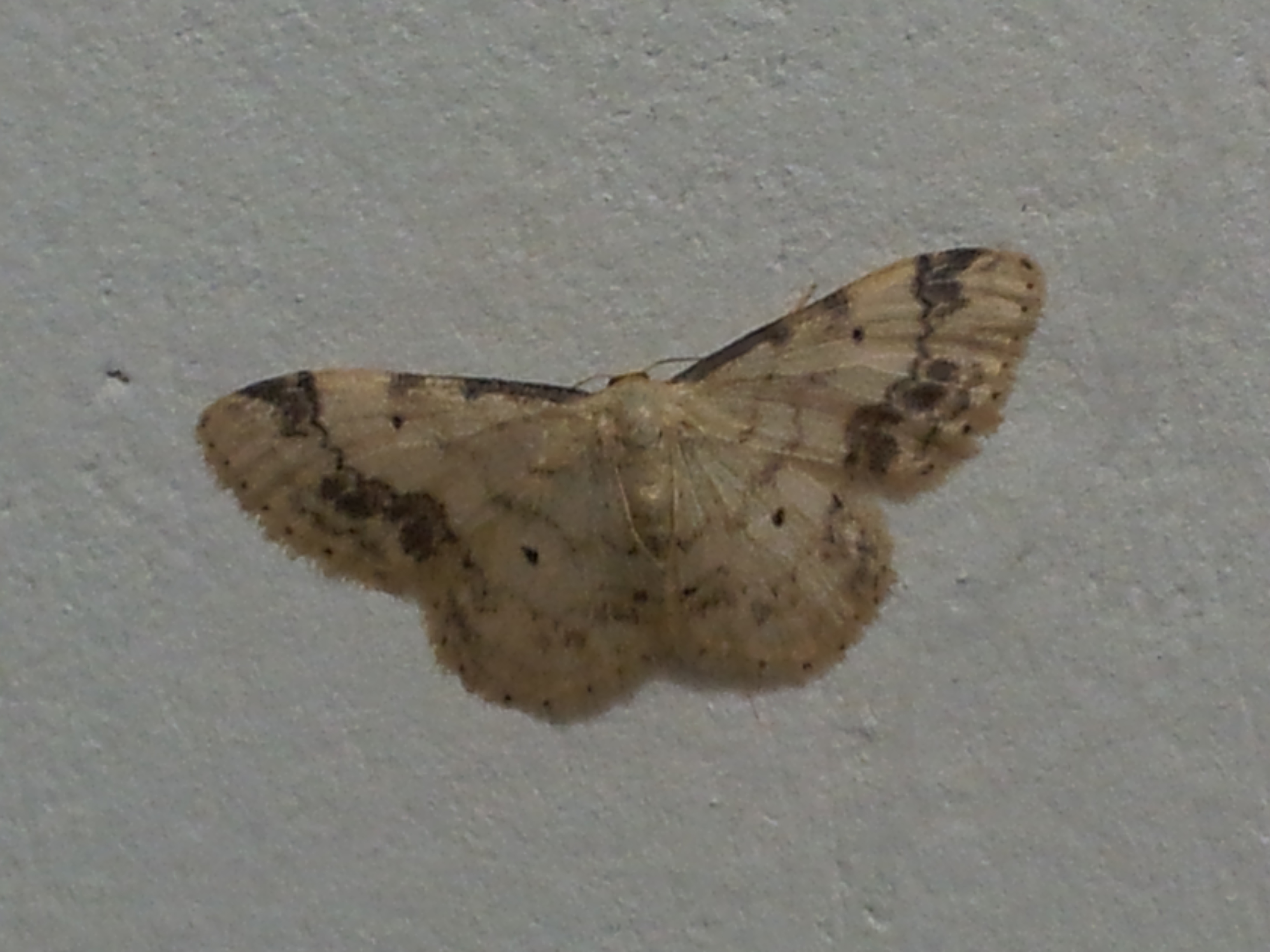
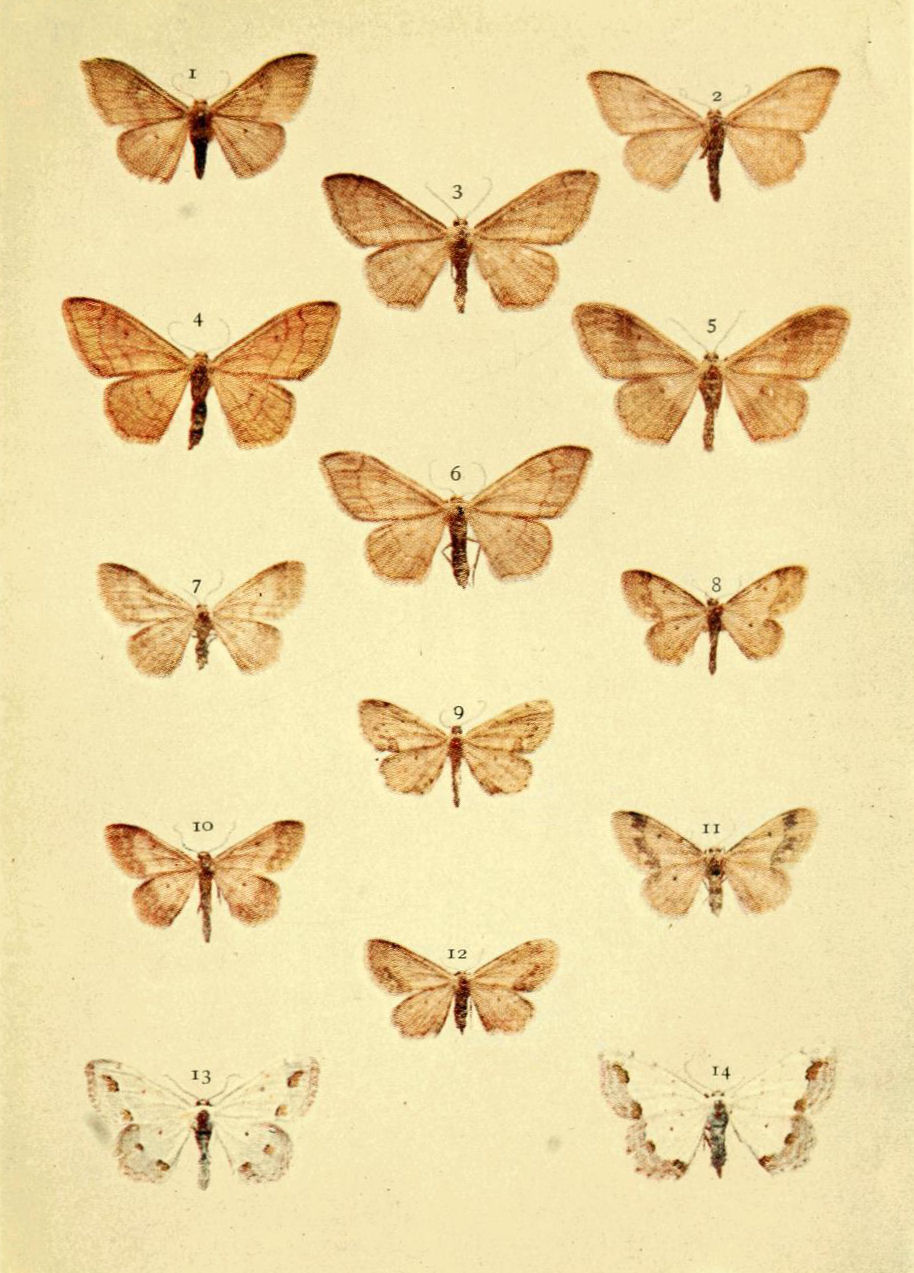